# روزهای زندگی
روزهای زندگی فیلمی جنگی به کارگردانی پرویز شیخ‌طادی و تهیه‌کنندگی سعید سعدی محصول سال ۱۳۹۰ است. فیلمنامه این فیلم در انجمن سینمای دفاع مقدس رد شد و تهیه‌کننده مجبور شد این فیلم را بدون کمک‌های دولتی و با هزینه تمام شخصی بسازد.

## خلاصه داستان
داستان این فیلم در سال ۱۳۶۷ می‌گذرد. در زمانی که لیلا و امیرعلی، زن و شوهری که زندگی خود را وقف بیمارستان صحرایی در جبهه جنوب کرده‌اند. امیرعلی و همسرش به دلیل سال‌ها کار در آنجا به حال و هوای جبهه وابستگی شدیدی پیدا کرده‌اند، اما اعلام خبر آتش‌بس و بعد حمله نیروهای عراقی به بیمارستان، این زوج را در آزمایشی دشوار قرار می‌دهد.

## جشنواره‌ها
جوایز فیلم روزهای زندگی عبارتند از:
- دیپلم افتخار بهترین فیلم (سعید سعدی) سی‌امین دوره جشنواره فیلم فجر
- سیمرغ بلورین بهترین کارگردانی (پرویز شیخ طادی) سی‌امین دوره جشنواره فیلم فجر
- سیمرغ بلورین بهترین بازیگر زن (هنگامه قاضیانی) سی‌امین دوره جشنواره فیلم فجر
- سیمرغ بلورین بهترین فیلمبرداری (امیر کریمی) سی‌امین دوره جشنواره فیلم فجر
- سیمرغ بلورین بهترین جلوه‌های ویژه میدانی (محسن روزبهانی) سی‌امین دوره جشنواره فیلم فجر
- سیمرغ بلورین بهترین چهره پردازی به (عباس صالحی) سی‌امین دوره جشنواره فیلم فجر
- دیپلم افتخار بهترین صداگذاری (فرامرز ابوالصدق) سی‌امین دوره جشنواره فیلم فجر